# Carl Walbrodt
Carl August Walbrodt  est un joueur d'échecs allemand né le 28 décembre 1871 à Amsterdam et mort le 3 octobre 1902 à Berlin. Il fut un des meilleurs joueurs allemands des années 1890.

## Biographie et carrière
Walbrodt naquit aux Pays-Bas en 1871. Ses parents, originaires de Wesel en Allemagne, avaient déménagé peu avant sa naissance. En 1880, avant ses dix ans, la famille partit à Berlin. Les parents de Carl Walbrodt et de son frère avaient gagné suffisamment d'argent pour leur payer des études. Dans les années 1890, Walbrodt et son frère possédèrent une petite usine de pantographes.
De 1890 à 1898, Walbrodt disputa quinze matchs. Il battit Curt von Bardeleben en 1892 et Emil Schallopp en 1891. Il fit match nul avec Jacques Mieses en 1894 et Theodor von Scheve en 1891.  Il perdit contre Pillsbury à Boston en 1893, contre Tarrasch à Nuremberg en 1894 et contre Janowski à Berlin en 1897.
En tournoi, Walbrodt termina premier du tournoi du huitième congrès de la fédération allemande en 1893 à Kiel, ex æquo avec Bardeleben. Walbrodt finit onzième du très fort tournoi d'Hastings 1895. En 1896, il finit deuxième  du tournoi triangulaire de Berlin 1896 (devant Mieses et derrière von Bardeleben) puis 6e-7e à Budapest (victoire de Emanuel Lasker). En 1897, il fut deuxième derrière Charousek du congrès international  de Berlin et cinquième du tournoi de maîtres de l'association de Berlin. L'année suivante, il termina quinzième du tournoi de Vienne 1898 remporté par Tarrasch devant Pillsbury.
Malade de la tuberculose, Carl Walbrodt mourut à trente ans en 1902.